# Rhaphuma improba
Rhaphuma improba är en skalbaggsart som beskrevs av Holzschuh 1992. Rhaphuma improba ingår i släktet Rhaphuma och familjen långhorningar. Inga underarter finns listade i Catalogue of Life.